# BAS2000
BAS2000 is een draaistel ontwikkeld in  Manage in de periode 1987 tot 1989. Als basis werd het draaistel van het experimenteel materiaal T.A.U. (Transport Automatisé Urbain) gebruikt. Deze draaistellen werden in Nijvel ontworpen in de jaren 1984/1985. De draaistellen hadden één scharnierpunt in beide langsliggers, met verschillende wieldiameters voor en achter.
De BAS2000 heeft twee rotatiepunten per langsligger, grote en kleine wielen waarbij de gewichtsverdeling van de last (kast + passagiers) voor twee derde op de grote wielen komt. De BAS200 kan zeer kleine radia aan (10m), namelijk in een bocht worden alle vier de wielen haaks op de te nemen bocht radius geplaatst dit door middel van een stangenstelsel, door deze manoeuvre verloor het draaistel spoorbreedte maar dit werd gecompenseerd. Verder had de BAS2000 watergekoelde wielmotoren.